# 美瑛カレーうどん
美瑛カレーうどん（びえいカレーうどん）は、北海道上川郡美瑛町で提供されているカレーうどんである。リクルートの旅行雑誌である『北海道じゃらん』の提唱によって、ご当地グルメを通じた美瑛町の町おこしを目的に開発された。

## 概要
美瑛産の小麦粉を使用した太めの麺と農産物を使用する事とされており、基本スタイルは下記のとおりである。
- 正式名称は「美瑛カレーうどん」とする[1]。
- 美瑛産小麦粉「香麦」を使ったうどん麺を使用する[1]。
- うどん麺とカレールウ・具材を別々に盛った「つけ麺スタイル」である。
- 具材は「美瑛産のしゃぶしゃぶ肉」、季節に合わせた「美瑛産の野菜」を使用する。ただし野菜が収穫できなくなった時期は他産地を使用可。
- 「びえい牛乳」を添える[1]。
- 価格は1000円以下とする[1]。